# Mäster E. S.

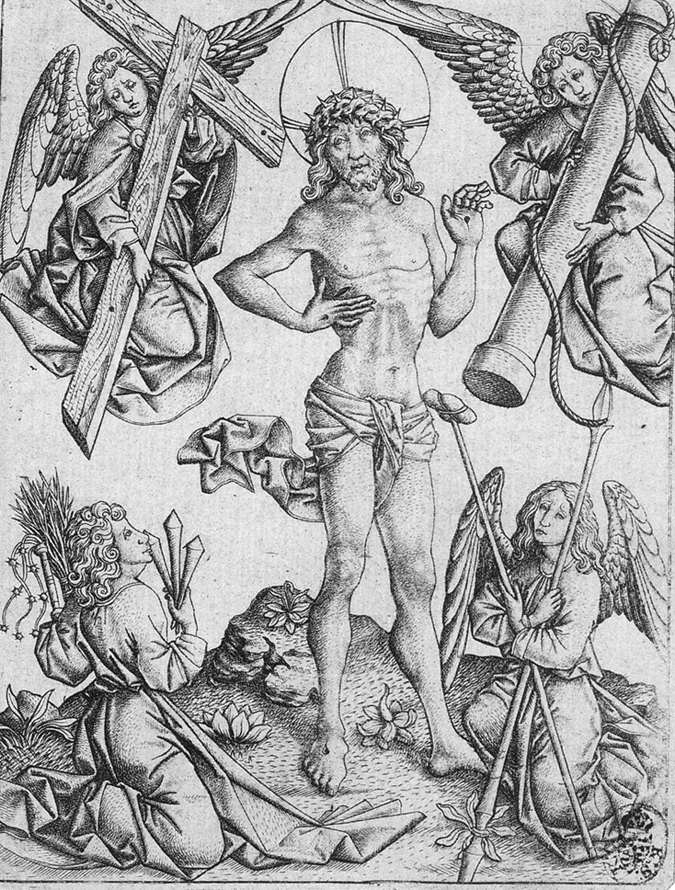
Smärtomannen och fyra änglar bärande tecken på passionsverkets fullbordan, signerad av mäster E.S.

Mäster E. S. är en okänd tysk kopparstickare, vars verksamhet infaller mellan mitten av 1400-talet och 1467, och som signerade sina alster E. S.
Signaturer och årtal finns på ett 20-tal kopparstick, sammanlagt finns omkring 400 stick signerade av hans hand. Han utövade stort inflytande på den nyupptäckta kopparstickskonsten såväl tekniskt som konstnärligt, och fick genom sin originalitet och sin fantastiska ornamentik betydelse även för konsthantverket. Flertalet av hans blad behandlar religiösa motiv, ofta inom en ram av yppig randornamentik med djur och figurer. Mäster E. S. är representerad vid bland annat Göteborgs konstmuseum.